# 6557 Йокономура
6557 Йокономура (6557 Yokonomura) — астероїд головного поясу, відкритий 11 листопада 1990 року.
Тіссеранів параметр щодо Юпітера — 3,164.
Названо на честь Йоко Номури (яп. ようこ・のむら(野村陽子) йо:ко номура).